# 2004年航空
此條目列出2004年發生有關航空運輸的事件。

## 事件

### 1月
- 1月12日：屏東縣恆春機場開放民航。

### 4月
- 4月1日：成田國際機場由日本國土交通省航空局交由成田國際機場公司（日语：成田国際空港 (企業)）營運。

### 5月
- 5月8日：德黑蘭省德黑蘭伊瑪目霍梅尼國際機場啟用。

### 7月
- 7月18日：貴州省興義市興義萬峰林機場啟用。

### 8月
- 8月5日：廣東省廣州市廣州白雲國際機場啟用，原有的舊白雲國際機場隨即關閉。

### 11月
- 11月28日：內蒙古自治區滿洲里市滿洲里西郊機場啟用。
- 11月28日：克雷塔羅州克雷塔羅克雷塔羅洲際機場（英语：Querétaro Intercontinental Airport）啟用。

### 12月
- 12月1日：羽田機場2號客運大樓啟用。